# Ганна Мортон
Ганна Лівінгстон Рід Стріт Мортон (англ. Anna Livingston Reade Street Morton; 18 травня 1846, Поукіпсі, Нью-Йорк — 14 серпня 1914, Райнбек, Нью-Йорк) — друга дружина віцепрезидента Сполучених Штатів Леві Мортона.
Вона була другою леді Сполучених Штатів з 1889 по 1893 рік і часто виконувала обов'язки господині від імені адміністрації Бенджаміна Гаррісона через хворобу першої леді Сполучених Штатів Керолайн Гаррісон. Пізніше вона була першою леді Нью-Йорка з 1895 по 1897 рік.

## Діти
Від шлюбу з Мортоном у 1873 році вона мала п'ять дочок, один хлопчик помер у дитинстві:
- Едіт Лівінгстон (народилася 20 червня 1874 р.)
- Лена Керні Мортон (1875—1903)
- Гелен Стайвесант Мортон (народилася 2 серпня 1876 р.)
- Сох (1877—1878)
- Еліс Мортон (народилася 23 березня 1879 р.)
- Мері Мортон (народилася 11 червня 1881 р.)